# Brividi
Brividi (em português: "Arrepios") é uma balada interpretada por Mahmood e Blanco, que venceu a edição de 2022 do Festival de Sanremo e representou a Itália no Festival Eurovisão da Canção 2022, terminando a competição em 6º lugar com 268 pontos.

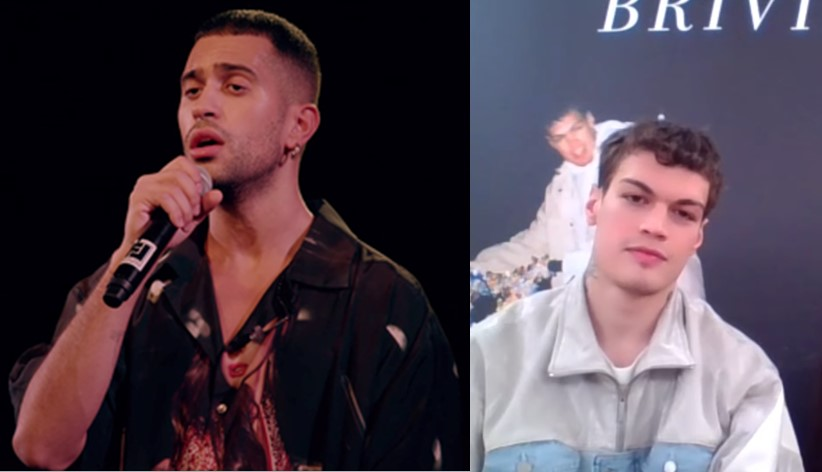
Mahmood e Blanco, os intérpretes de Brividi, música vencedora do Festival de Sanremo de 2022

A música foi apresentada pela primeira vez ao vivo na primeira noite do Festival de Sanremo, em 1 de fevereiro de 2022, e conquistou a liderança parcial da competição. No mesmo dia, Brividi foi lançada nas plataformas digitais, com sucesso imediato: tornou-se a música mais ouvida em um dia no Spotify Itália, obtendo a marca de mais de 3 milhões de execuções (3.384.192) em apenas 24 horas, superando o recorde italiano anterior, estabelecido por Gemitaiz e Madman com "Veleno 7" em 2019. Além disso, a gravação chegou ao número 5 do Top 50 Global do Spotify.
No YouTube, o clipe oficial da canção, dirigido por Attilio Cusani, obteve 3,3 milhões de visualizações no primeiro dia, e chegou à marca de 12,9 milhões em apenas uma semana.
Na quinta e última noite do Festival de Sanremo, Brividi obteve 51,8% dos votos totais e sagrou-se a música campeã, à frente da cantora Elisa, que ficou na segunda posição (26,3% dos votos), com a interpretação de "O Forse Sei Tu", e do terceiro colocado Gianni Morandi (21,9% dos votos), intérprete de "Apri Tutte Le Porte". Após a vitória em Sanremo, Mahmood e Blanco participaram da coletiva de imprensa e confirmaram que representariam a Itália na edição de 2022 do Festival Eurovisão da Canção, que se realizou na cidade de Turim no dia 10 de maio.